# درگیری کاچین

وضعیت نظامی در میانمار

درگیری کاچین یا جنگ کاچین یکی از چندین درگیری‌ها است که در مجموع از آن به عنوان درگیری درونی در میانمار یاد می‌شود. شورشیان کاچین از سال ۱۹۶۱ علیه تاتمادو (نیروهای مسلح میانمار) می‌جنگند و تنها یک آتش‌بس عمده بین آنها برقرار شد که از سال ۱۹۹۴ تا ۲۰۱۱ در مجموع ۱۷ سال به طول انجامید.
از زمان از سرگیری درگیری‌ها در سال ۲۰۱۱، هزاران غیرنظامی کشته شده‌اند، در حالی که بیش از ۱۰۰۰۰۰ نفر دیگر آواره شده‌اند. استفاده گسترده از مین، کودک سرباز، تجاوز جنسی سیستماتیک و شکنجه توسط هر دو طرف ادعا شده است.